# Дольбо-Мистассини
Дольбо-Мистассини (фр. Dolbeau-Mistassini) — город в провинции Квебек в Канаде, в регионе Сагеней — Озеро Сен-Жан. В 2014 году в городе проживало 14 516 человека. Считается мировой столицей голубики, в честь которой проходит ежегодный фестиваль 3-7 августа.

## Географическое положение

Положение Дольбо-Мистассини в региональном муниципалитете Мария-Шадлен

Дольбо-Мистассини находится к северу от озера Сен-Жан на слиянии рек Мистассини и Мистассиби. Город является административным центром регионального муниципалитета Мария-Шадлен. Дольбо-Мистассини второй по величине город на озере Сен-Жан после Альмы.

## История
Дольбо был назван в честь Жана Дольбо, священника, который работал в миссии Монтанье. Он был основан, когда бумажная компания решила построить на реке Мистассиби бумажную мельницу. Компания также построила город, чтобы обеспечить жильём рабочих. Мистассини на кри означает «большой камень». Поселение датируется 1892 годом, когда был основан монастырь на реке Мистассини в лесах к северу от озера Сент-Жан. Монахи построили мельницу и лесопилку. Дольбо-Мистассини образовался слиянием городов Дольбо и Мистассини 17 декабря 1997 года. В Дольбо-Мистассини находится одна из нескольких в провинции астрономических обсерваторий.

## Население
Согласно переписи населения 2011 года, в Дольбо-Мистассини проживали 15 023 человек (49,2 % — мужчины, 50,8 % — женщины). Средний возраст — 47,6 лет. 15,0 % населения города составляли дети младше 14 лет, 5,9 % — население от 15 до 19 лет, 33,2 % — от 20 до 39 лет, 31,3 % — от 40 до 59 лет, 27,6 % — люди старше 65 лет. Из 12 230 человек старше 15 лет, 4645 состояли в официальном браке, 2645 — в гражданском браке, 2775 никогда не были женаты. В Дольбо-Мистассини 4105 домашних хозяйств и 3545 семей, среднее количество человек в семье — 2,7 человека, в домашнем хозяйстве — 2,2. У 99,0 % населения единственным родным языком является французский, только 0,4 % населения признали английский язык единственным родным.
В 2011 году 55,2 % населения города старше 25 лет получили высшее образование (59,6 % национальный уровень), причём 13,9 % имели университетский диплом или степень, 13,2 % — диплом колледжа и 28,1 % торговый сертификат. Медианный доход семьи после уплаты налогов в 2010 году составлял 55 407 $.
Динамика населения:
| 1991   | 1996   | 2001   | 2006   | 2011   | 2014   |
| ------ | ------ | ------ | ------ | ------ | ------ |
| 15 023 | 15 214 | 14 879 | 14 546 | 14 384 | 14 516 |